# Огорожа (анатомія)
Огоро́жа (лат. claustrum) — тонка, нерегулярна (непостійна) смужка нейронів, прилегла до нижньої частини кори в центральній частині головного мозку. Вважається, що це утворення присутнє в мозку всіх ссавців.
Огорожа — глибокий вертикальний вигнутий листок підкіркової сірої речовини товщиною від одного до декількох міліметрів, орієнтований сагітально, який розділяє білу речовину між лушпиною й острівцевою корою (лат. insula) на дві частини — зовнішню капсулу і крайню капсулу. Анатомічно огорожа знаходиться латеральніше лушпини і медіальніше острівцевої кори й, на думку деяких джерел, є частиною базальних гангліїв. Латеральний і медіальний шляхи з'єднують огорожу з багатьма ділянками кори. Зараз предметом обговорення є зв'язки огорожі з гіпокампом, мигдалеподібним тілом, хвостатим ядром та з іншими центрами.
Одна з характерних особливостей огорожі — однаковий тип клітин, що вказує на уніфіковане функціонування всіх нейронів. Велика кількість поздовжніх з'єднань між цими нейронами, як вважається, існує для синхронізації їхньої роботи. Френсіс Крік і Крістоф Кох порівняли огорожу з диригентом оркестру, з огляду на її регулюючу роль у свідомості і пізнанні. Дослідники вважають, що огорожа може бути задіяна в координації роботи різних ділянок кори головного мозку й виконує функції синхронізації гемісфер і ділянок кори однієї півкулі, що пришвидшує й спрощує роботу мозку, покращує когнітивні функції й впливає на загальну якість свідомості.

## Структура
Огорожа — підкоркове утворення кінцевого мозку. Це парний тонкий листок сірої речовини, який лежить під т. зв. новою корою й знаходиться в обох півкулях мозку. Огорожу можна знайти під острівцевою корою (лат. insula). Вона залягає під тім'яною й скроневою долями в найглибшій точці бічної борозни поверхневіше лушпини (одного з базальних гангліїв). Товщина складає від одного до декількох міліметрів, довжина — до двох сантиметрів.
Одна з особливостей огорожі — відносна клітинна однорідність на відміну від інших частин мозку.  Др. Крік (Dr. Crick) та інші автори відзначають три типи клітин.
1-й тип — великі нейрони з шипуватими мієлінізованими відростками, які одержують імпульси й проводять їх як у медіальному, так і латеральному напрямках. Інші два типи не мають шипів й, хоча різняться за розмірами, але характерні лише для огорожі й відносяться до інтернейронів.
Очевидним є факт одержання й передачі клітинами огорожі імпульсів від/до різних ділянок кори, але найперше, премоторних, префронтальних, слухових і зорових ділянок.
Є також ряд цікавих досліджень білків огорожі. В одному з експериментів, проведених в Університеті Південної Кароліни J.R. Augustine (Джей Ар. Огастін і співавт.), Дослідники вивчали кальцій-зв'язуючі білки в огорожі макак резус, в тому числі кальбіндін D28K, парвальбумін, і калретінін. Після ретельної підготовки препаратів, група дослідників використовувала різні антитіла і сироватки для виявлення присутності білків. Калбіндіну виявилося більше  в інгібіторній мережі огорожі, а щодо калретініну, був зроблений висновок, що швидше за все, він слугує буфером для підтримання гомеостазу кальцію. Інше дослідження вивчало серотонінергічну іннервацію. Було чітко показано, що у вентральній частині огорожі, в якій знаходяться візуальні волокна, зафарбовані реактивами аксони нейронів короткі і розташовуються хаотично. Однак, у дорзальній частині, де немає волокон від візуальних ділянок, волокна чітко пролягають у дорсо-вентральном напрямку.
Такі дослідження проливають світло на істинне призначення й функції огорожі, але залишається ще широке поле для майбутніх досліджень

## Функція
Дуже мало відомо про справжні функції огорожі. Анатомічні перешкоди у поєднанні з браком систематичних досліджень спричинили багато білих плям.
Хоча точне визначення функцій огорожі потребує перевірки, причинно-наслідковий аналіз показав, що вона відіграє важливу роль у зв'язку між двома півкулями головного мозку, зокрема між кірковими відділами, які контролюють увагу. Точна роль цих міжпівкульних зв'язків ще не зрозуміла, але їхньою функцією може бути синхронізація «часової шкали» між двома півкулями, що сприяє нерозривній єдності уваги й свідомості на обох півкулях. Інші міжпівкульні зв'язки можуть також відігравати свою роль в цьому процесі.
Клінічні дослідження свідчать, що огорожа відіграє важливу роль у підтримці свідомості, й потенційно може використовуватися як «вимикач». У 2014 повідомлено про клінічний випадок втрати свідомості пацієнтом після електростимуляції огорожі, й повернення свідомості одразу після припинення стимуляції.

### Інтеграції різних форм відчуття
Велику кількість різних досліджень лаконічно підсумували Френсис Крик і Кристоф Кох, які припустили, що огорожа має важливе значення в мультисенсорній інтеграції. Об'єкти в реальному житті мають багато різних характеристик, таких як звук, форма, колір, швидкість, і запах. Наприклад, суб'єкт може бачити птаха й чути його щебетання. Це поєднує зорові і слухові подразники,які сприймаються як такі, що надходять з одного джерела. «Зв'язування» різних сенсорних модальностей необхідне для об'єднання всієї інформації з одного об'єкту в єдине сприйняття. Ця теорія залишається дуже спірною, однак, іншого усталеного біологічного пояснення наразі немає.
Незважаючи на гіпотезу Крика та Коха, останні дослідження показали, що огорожа не є утворенням, що інтегрує інформацію з різних сенсорних модальностей у приматів, але замість цього містить різні унімодальні (однотипні) ділянки. Крім того, роль її в сенсомоторній інтеграції також було поставлено під питання, принаймні, у гризунів.Таким чином, функція огорожі ще залишається загадкою.

## Історія
Огорожа вивчалася протягом майже двох століть.історично багато дослідників розглядали її як цікаву структуру, яка може містити ключ до ряд нейрофізіологічних питань. Філогенетичні дослідження показують появу огорожі в комахоїдних, мокроносих приматів, і сумчастих. Але простежити, де еволюційно виникла структура поки не вдалося.
У наукових дискусіях одним з головних пунктів обговорення є онтогенез огорожі. Одна група вчених, на чолі з доктором Едельштейном (Dr. Edelstein), вважає огорожу похідною від кори головного мозку. Інші стверджують, що вона розвивається з базальних гангліїв. Рамон-і-Кахаль і багато інших дослідників — відомі як прихильники якраз цієї теорії. На основі більш сучасних методів, якими досліджувався розвиток людини і тварин (зокрема, МРТ), спостерігається збільшення свідчень проти теорії розвитку огорожі з кори. Прижиттєві дослідження огорожі виявили певні періоди розвитку, і, з огляду на це, вона вважається окремою структурою. Третя теорія, яку підтримує більшість у даний час, говорить про те, що огорожа насправді не належить ні до великої кори головного мозку, ні до комплексу базальних гангліїв. На основі низки досліджень, у тому числі і тих, які стосувалися провідних шляхів огорожі з обох сторін, багато хто вважає, що вона повинна розглядатися як сьомий шар кори в острівній ділянці (лат. insula). Ця гіпотеза, число прихильників котрої нині збільшується (в тому числі вищезазначений доктор Ларрі Едельштейн (англ. Dr. Larry Edelstein), названа гіпотезою Філіміноффа, за іменем дослідника (англ. Filiminoff), який першим дійшов такого висновку.
Вважається, що клінічні випадки можуть пролити світло на анатомію й фізіологію утворення чи органа. Але в випадку з огорожею їх відомо небагато. Відомий лише один задокументований випадок збільшення огорожі в розмірах у пацієнта з епілепсією, а також ще один випадок, в якому острівцева кора була мальформована, але огорожа залишилися. Ці випадки не дуже сильно допомогли в пошуку істини. В даний момент, зв'язок огорожі з патологічними процесами залишається невідомим. Крім того, через розташування та комплексну інтеграцію її з іншими частинами мозку, важко зробити вогнищеві дослідження, не зачіпаючи інші ділянки. Більшість досліджень включають в себе або видалення і збереження мозку або сканування досліджуваних ділянок in vivo під час різних досліджень. Це може бути  Ф-МРТ (функціональна МРТ), нова технологія трактографії, або інші.

## Додаткові зображення

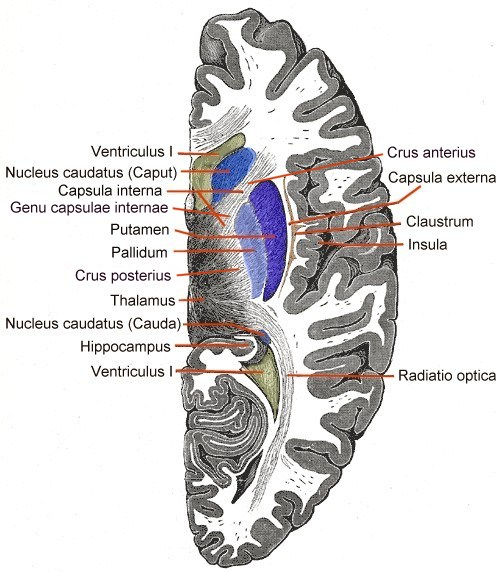
Горизонтальний розтин правої півкулі мозку, вигляд згори. Огорожа (лат. claustrum) позначена праворуч, третя згори
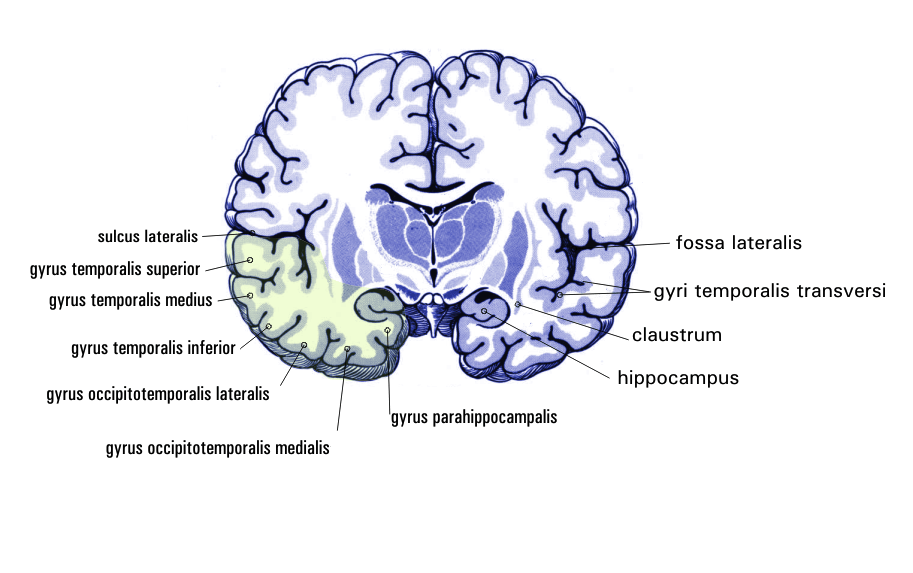
Корональний розтин
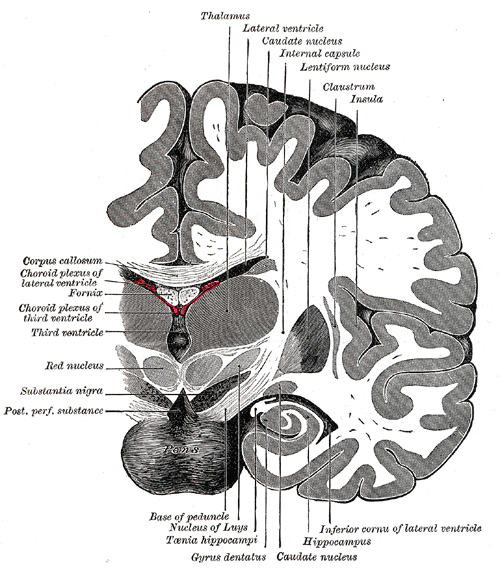
Корональний розтин мозку, безпосередньо перед мостом.
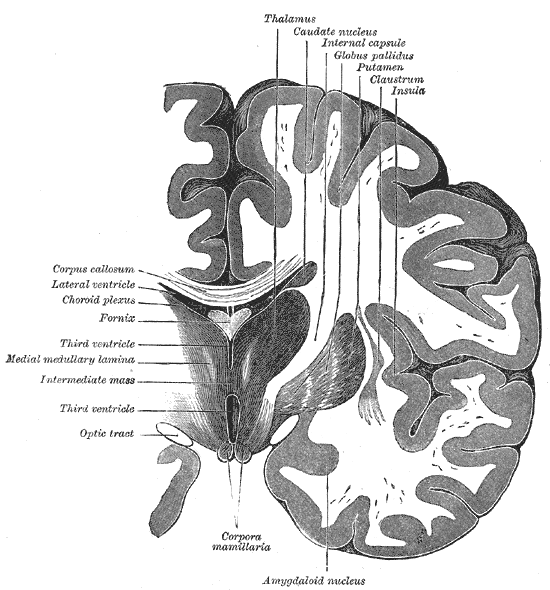
Корональний розтин мозку через проміжні маса третього шлуночка.
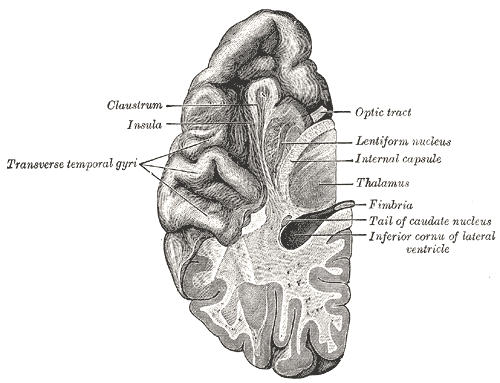
Розтин мозку, що показує верхню поверхню скроневої частки.
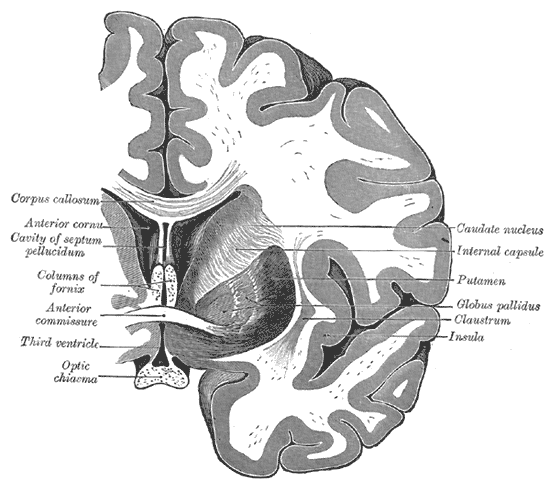
Корональний розтин мозку через передню спайку.
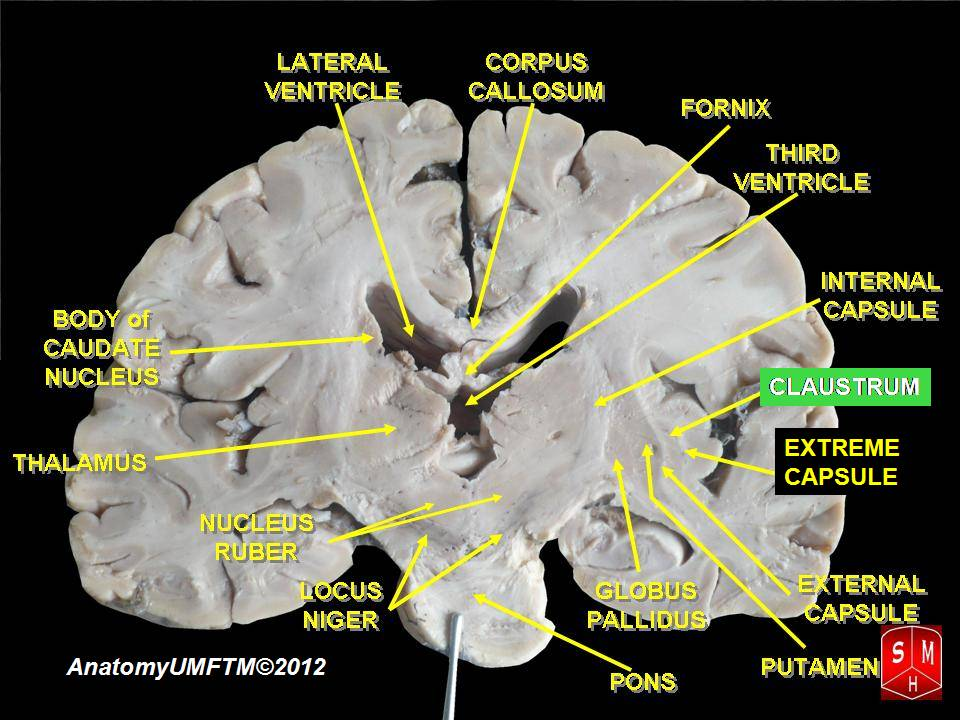
Огорожа (лат. claustrum)